# 세미라미스

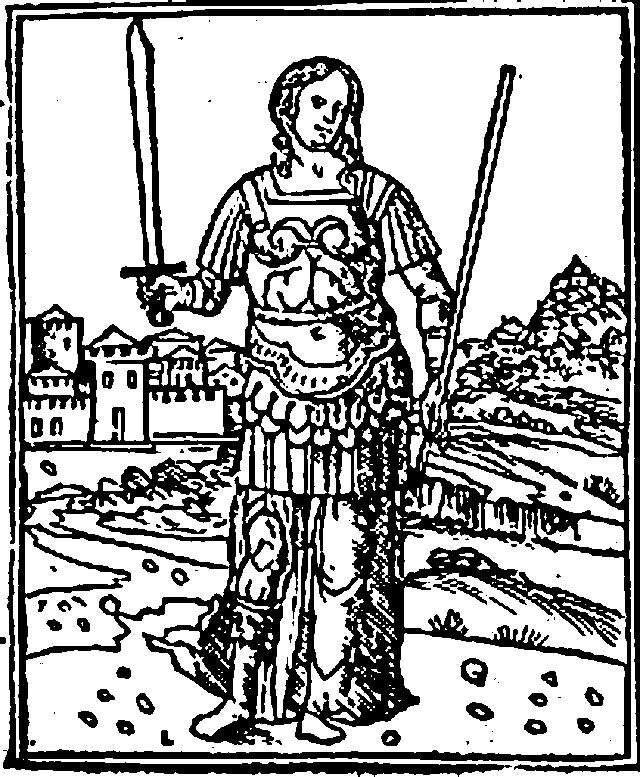
18세기 이탈리아 그림에 나타난 세미라미스

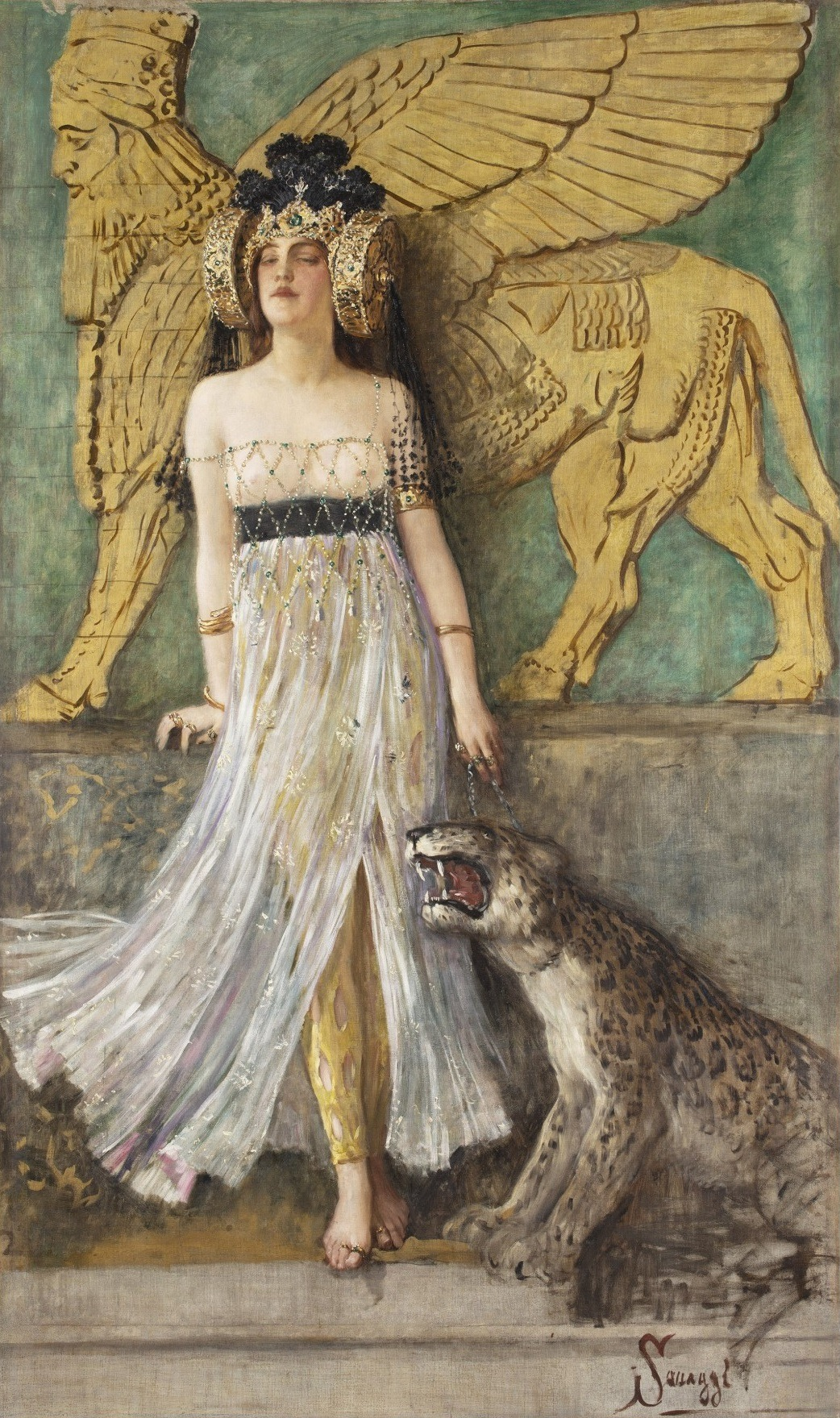
바빌론의 여왕 인 Semiramide는 Tortona의 화가 Cesare Saccaggi의 작품이다.

세미라미스(영어: Semiramis)는 아시리아의 전설상의 여왕이다. 시리아의 여신 데르케트와 어느 시리아인과의 사이에서 태어났지만 어려서 버려져 비둘기에 의해 교육되었다. 성장한 후 니네베의 수도를 건축했던 아시리아 왕 니누스의 총애를 받아 왕자 니뉴아스를 낳았다.
그러나 최후는 니뉴아스에 의해 배반당하게 되었는데 신탁을 보다 니뉴아스의 모반을 알고 그에게 권력을 이양하고 비둘기가 되어 승천하였다고 전해진다. 향년 62, 재위는 42년간에 달하였다.
그리하여 세미라미스 전설은 유럽에는 연극과 가극의 소재로 즐겨 사용되게 되었다.

## 같이 보기
- 샤무-라마트